# Joseph Burr Tyrrell
Joseph Burr Tyrrell (* 1. November 1858 in Weston (Ontario) (heute Toronto); † 26. August 1957) war ein kanadischer Paläontologe und Geologe, Bergbauunternehmer und Forschungsreisender.

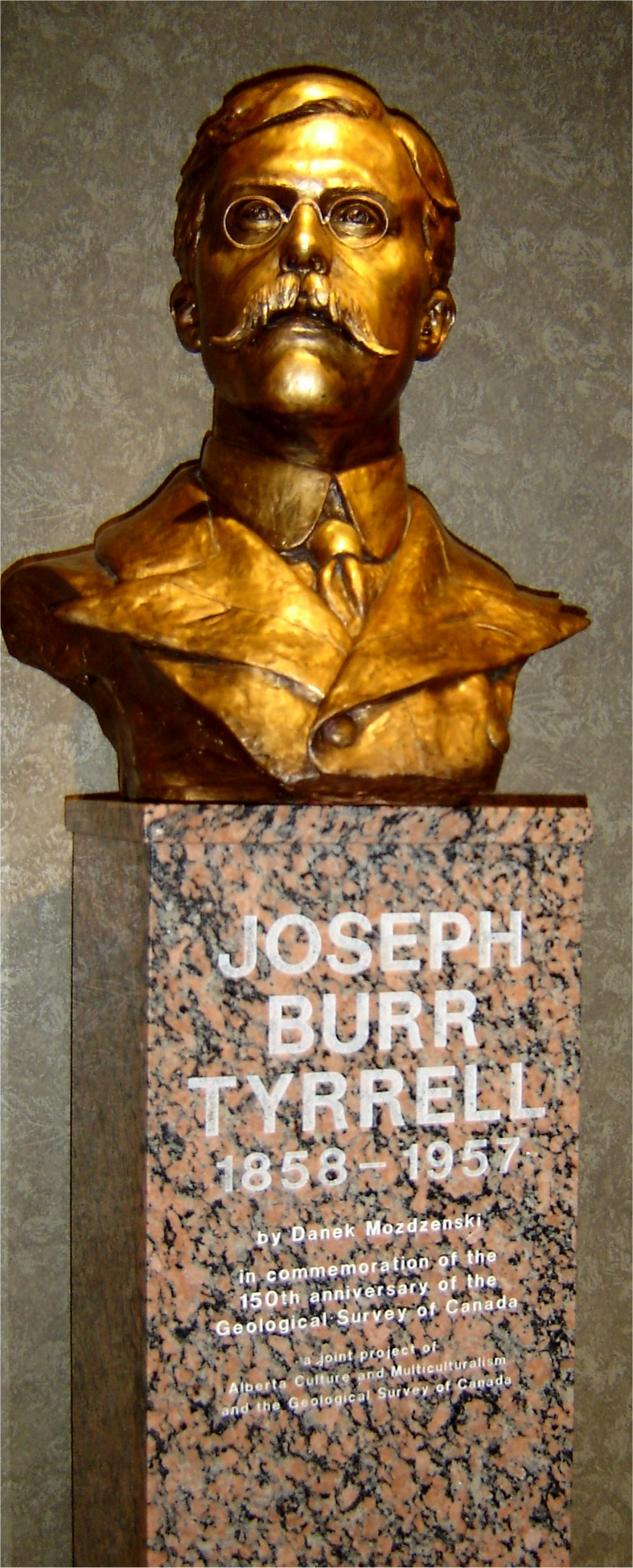
Büste von Tyrrell

## Leben
Tyrrell wurde in Weston geboren, eine Stadt, die von seinem Vater (einem irischen Einwanderer und wohlhabenden Steinmetz) gegründet worden war und später Teil von Toronto wurde. Er besuchte das Upper Canada College mit dem Abschluss 1876 und danach die University of Toronto, wo er auf Drängen seines Vaters Jura studierte und 1880 seinen Abschluss machte. Er interessierte sich aber vor allem für Biologie und Geologie, die er privat studierte. Zunächst arbeitete er als Anwalt, ging aber 1881 zum Geological Survey of Canada (GSC) in Ottawa, nachdem er lungenkrank war und der Arzt ihm zu Aufenthalt im Freien riet. 1883 lud ihn George Mercer Dawson zu einer geologischen Expedition des GSC in den größtenteils unbesiedelten kanadischen Westen in Vorbereitung einer geplanten Eisenbahnlinie nach Westen ein. 1884 entdeckte er Kohlevorkommen in der Gegend von Drumheller und bei dieser Gelegenheit auch Dinosaurierfossilien. Er nahm 1893/4 an Expeditionen in die kanadische Arktis teil (am Fluss Dubawnt und in der Kivalliq Region in den größtenteils unerforschten sogenannten Barren Lands), wobei ihn sein jüngerer Bruder James begleitete. 1898 wurde er vom Klondike-Goldrausch angesteckt, verließ 1899 den GSC und eröffnete in Dawson City eine Beratungsgesellschaft für Goldschürfer. 1907 zog er mit seiner Firma nach Toronto, zum einen um näher bei seiner Familie zu sein, zum anderen um vom Kobalt- und Silberbergbau in Nordontario zu profitieren. 1924 investierte er in eine Goldmine am Kirkland Lake in Nord-Ontario, was ihn zum Millionär machte. Er hatte später eine Apfelbaum-Plantage bei Toronto, die später Teil des Zoos wurde.
Auf einer von ihm geleiteten Expedition zur Kohlesuche entdeckte er am 9. Juni 1884 Dinosaurierfossilien (des Raubsauriers Albertosaurus einschließlich Schädel) in den Badlands von Alberta, in einer entlegenen Gegend am Red Deer River, die sich nach den ersten Funden von Tyrrell als eine der bedeutendsten Fundstellen für Dinosaurier erwies. Die Funde wurden von Edward Drinker Cope in den USA untersucht (und zuerst Laelaps incrassatus genannt, 1905 von Henry Fairfield Osborn Albertosaurus). Nach ihm ist das Royal Tyrrell Museum of Palaeontology benannt.
1918 erhielt er die Murchison-Medaille und 1947 die Wollaston-Medaille der Geological Society of London. Er erhielt den Back Award der Royal Geographical Society, die Daly Medal der American Geographical Society und 1933 die Flavelle Medal der Royal Society of Canada. Eine Schule in Scarborough, wohin er als Ruheständler zog, ist nach ihm benannt.
1897 veröffentlichte er bei der British Association for the Advancement of Science eine Arbeit, die Louis Agassiz’ Theorie der Vergletscherung während der Eiszeit bestätigte (Gletscherschrammen auf Graniten in Manitoba). Er war seit 1894 verheiratet und hatte drei Kinder.
Er gab auch die Aufzeichnungen des Kartografen David Thompson, welcher für die Hudson’s Bay Company und die North West Company gearbeitet, vom Ende des 18. Jahrhunderts heraus. Er hatte dessen Aufzeichnungen in Vorbereitung zu seinen Expeditionen in die Barren Lands 1893/4 studiert.
Die kanadische Bundesregierung ehrte Tyrrell am 3. November 1970 für sein Wirken als Mitglied des Geological Survey of Canada und erklärte ihn zu einer „Person von nationaler historischer Bedeutung“.